# Transformers: Generation 1

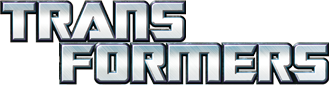
Logo van de franchise

Transformers: Generation 1 is de originele Transformers speelgoedlijn die werd geproduceerd van 1984 t/m 1991. Tevens omvat de naam alle in die tijd gemaakte series die zich afspelen in dezelfde continuïteit.

## Overzicht
De serie ontstond toen Hasbro de Japanse speelgoedlijn Diaclone begon te importeren naar Amerika. Hier kregen ze de naam Transformers. Hasbro had op dat moment een goede werkrelatie met Marvel Comics. Daarom werd Marvel mede gevraagd om voor de speelgoedserie een achtergrond en verhaallijn te bedenken. Het verhaal werd bedacht door Jim Shooter en Dennis O'Neil. Bob Budiansky bedacht de namen en karakterprofielen voor de personages.
Toen de speelgoedserie uitkwam gevolgd door een aansluitende stripserie van Marvel, verschenen er al snel meerdere merchandisingproducten. De twee hoogtepunten waren de televisieserie en film.
De serie produceerde meer dan 400 figuurtjes en werd een van de meest herkenbare iconen van de jaren 80. Nog steeds wordt de speelgoedserie gezien als een van de beste ter wereld.

## Opzet.
De opzet van Transformers was aanvankelijk simpel: twee strijdende teams van robots die kunnen veranderen in voertuigen. De teams waren de Autobots en de Decepticons. Al eeuwen waren ze in strijd op hun thuisplaneet, Cybertron. 4 miljoen jaar geleden belandde een team van elke partij op aarde. Deze teams ontwaken in het heden en zetten hun strijd voort.
De serie werd in alle drie zijn media (speelgoed, televisieserie en strips) al snel uitgebreid. De verhaallijnen gingen zich meer en meer afspelen in de ruimte. Ook gingen de drie media elke een andere weg met afzonderlijke verhaallijnen.
De leiders van beide partijen, Optimus Prime en Megatron, werden de meest herkenbare personages uit de serie.

## Geschiedenis

### 1984 t/m 1985
In deze eerste twee jaren werden de personages geïntroduceerd. Ook ging de animatieserie van start. De speelgoedmodellen uitgegeven in deze twee jaar waren gebaseerd op de Microman- en Diacloneseries. Anderen waren overgenomen uit Dorvack en Beetras. In 1985 introduceerde men ook het idee van subgroepen zoals de Dinobots, Constructicons en Insecticons.

### 1986
In dit jaar kwamen de eerste originele speelgoedmodellen op de markt. Tevens werd de film The Transformers: The Movie gemaakt, maar die werd niet de blockbuster waar iedereen op hoopte.
De nieuwe personages Rodimus Prime en Galvatron vervingen Optimus Prime en Megatron als leiders. Het aantal nieuwe personages nam sterk toe in het jaar erop.

### 1987
Terwijl Transformers voort werd gezet, moesten de personages nieuwe vaardigheden krijgen om zich te onderscheiden van de rest. Het aantal combiner teams werd verminderd. De Headmasters en Targetmasters werden geïntroduceerd. Fortress Maximus en Scorponok werden de leiders van de Autobots en Decepticons. De animatieserie stopte.

### 1988
De speelgoedserie werd nu alleen nog gesteund door de strips. Nieuwe Headmaster en Targetmaster personages werden geïntroduceerd. De serie moest het vooral hebben van de nieuwe Pretenders en Powermasters, waar Optimus Prime ook bijhoorde.

### 1989
De speelgoedlijn kreeg voor het zesde jaar een nieuw logo-ontwerp. De enige twee subgroepen waren nu Pretenders en Micromasters.

### 1990
Het laatste jaar van Generation 1. Introduceerde de Action Masters.

## Overzeese markt
Van alle landen waar de Transformers nog meer werden uitgegeven, speelden alleen Japan en het Verenigd Koninkrijk sterk in op de speelgoedlijnen. In het Verenigd Koninkrijk begon men ook strips uit te geven. In Japan werden vier nieuwe animatieseries gemaakt om de originele Amerikaanse serie voort te zetten: The Headmasters, Super-God Masterforce, Victory en Zone. Voor de Japanse markt werden er nieuwe personages bij bedacht.

## Strips
In totaal zijn er vier stripcontinuïteiten gebaseerd op de Generation 1-personages:
- Marvel Comics US continuity (1984 t/m 1990)
- Marvel Comics UK continuity (1984 t/m 1990)
- Dreamwave comics continuity (2002-2005)
- IDW comics continuity (2006-heden)